# Chichicastenango
Santo Tomás Chichicastenango («Santo Tomás»: en honor a su santo patrono Tomás Apóstol ; «Chichicastenango»: del náhuatl, significa «muralla de ortigas») es un municipio del departamento de Quiché (Guatemala). Se encuentra al sur de dicho departamento y es un reconocido centro turístico por su mercado local. Está situado a 18 km de la cabecera departamental y a 145 km de la ciudad de Guatemala. La mayor parte de la población es indígena de la etnia quiché. Es en este lugar donde se encontró y redactó el Popol vuh, libro sagrado de los mayas quiché que narra el origen de la humanidad, la cual es considerado como Libro Nacional de Guatemala y un Patrimonio Cultural Intangible de la Nación, se le celebra cada 30 de mayo.
Durante la época colonial fue una doctrina de los frailes dominicos y luego de la Independencia de Centroamérica formó parte del departamento de Sololá. En 1838 pasó a formar parte del efímero Estado de Los Altos hasta que este fue reincorporado al Estado de Guatemala por el general conservador Rafael Carrera en 1840.  Luego de la Reforma Liberal de 1871, el 12 de agosto de 1872 el gobierno de facto del presidente provisorio Miguel García Granados creó el departamento de Quiché, al que Chichicastenango ha pertenecido desde entonces.
En 1935, durante el gobierno del general Jorge Ubico, en Chichicastenango se filmaron algunas escenas de la producción cinematográfica de Hollywood Las Nuevas Aventuras de Tarzán, que también se filmó en Livingston, la selva petenera, Río Dulce, Puerto Barrios y Antigua Guatemala.
Es considerado por algunos como el municipio más importante del departamento debido a ser un lugar de relevancia cultural, histórica y turística, ya que fue en este lugar donde se encontró el Popol vuh, libro religioso maya quiché que narra el origen de la humanidad de acuerdo a esas culturas y el que fue traducido del quiché al castellano por fray Francisco Ximénez, O.P. cuando Chichistatenango era una doctrina de los dominicos.

## Lugares Poblados
Chichicastenango se posiciona como el duodécimo municipio más poblado de Guatemala con un total de 141 587 habitantes hasta el Censo 2018 . El municipio alberga un total de 93 , incluidos aldeas, asentamientos, colonias, fincas y ciudad . Entre los  lugares más poblados, vive el 35% de población chichicasteca.
A continuación un listado de los 15 lugares más poblados del municipio de Chichicastenango:
| #                | Código           | Lugar                     | Tipo             | Población |
| ---------------- | ---------------- | ------------------------- | ---------------- | --------- |
| 1                | 1406001          | Chichicastenango (Centro) | Pueblo           | 5 628     |
| 2                | 1406033          | Chupol                    | Caserío          | 4 405     |
| 3                | 1406021          | Chugexa Segundo B         | Caserío          | 3 586     |
| 4                | 1406004          | Camanchaj                 | Caserío          | 3 526     |
| 5                | 1406013          | Chuabaj                   | Caserío          | 3 374     |
| 6                | 1406006          | Chicua Primero            | Aldea            | 3 351     |
| 7                | 1406022          | Chugexa Segundo A         | Cantón           | 3 256     |
| 8                | 1406051          | Pajuliboy                 | Cantón           | 3 246     |
| 9                | 1406050          | Pachoj                    | Cantón           | 3 160     |
| 10               | 1406002          | Agua Escondida            | Cantón           | 3 131     |
| 11               | 1406068          | Quiejel                   | Caserío          | 2 746     |
| 12               | 1406053          | Panimache Primero         | Cantón           | 2 674     |
| 13               | 1406032          | Chunima                   | Caserío          | 2 455     |
| 14               | 1406016          | Chucam                    | Caserío          | 2 417     |
| 15               | 1406035          | Chutzorob Primero         | Cantón           | 2 404     |
| Chichicastenango | Chichicastenango | Chichicastenango          | Chichicastenango | 141 587   |

## Toponimia
Muchos de los nombres de los municipios y poblados de Guatemala constan de dos partes: el nombre del santo católico que se venera el día en que fueron fundados y una descripción con raíz náhuatl; esto se debe a que las tropas que invadieron la región en la década de 1520 al mando de Pedro de Alvarado estaban compuestas por soldados españoles y por indígenas tlaxcaltecas y cholultecas. Así, pues los tlaxcaltecas que acompañaban a Pedro de Alvarado le pusieron «Tzitzicasteango», que «significa en el cercado de las ortigas»; este vocablo se origina del «tzitzicastli» (español: «ortiga» o «chichicaste»). Cuando Pedro de Alvarado quemó Q'umarkaj o Utatlán en 1524 los caciques principales se refugiaron en Chugüilá, por lo que es probable que actualmente algunos habitantes de Chichicastenango sean descendientes de los antiguos caciques quichés.[cita requerida]

## División política
El municipio está integrado por la cabecera municipal y 90 cantones. En la cabecera, se establece el gobierno municipal, los servicios institucionales y comerciales. Las áreas pobladas en promedio tienen una distancia mínima de dos km y una máxima de 57 km hacia la cabecera municipal.

## Geografía física
En su territorio se encuentran los cerros Chuicatalina, Mucubaltzib, Pocohil y Turkaj o Pascual Abaj. Así mismo, lo cruzan 25 ríos, entre ellos el Sepelá (nacimiento del gran río Motagua), el Lacamá y el Mucubaltzip; 2 riachuelos y 7 quebradas. La fauna y flora están caracterizadas por especies como el guarda barranco, zopilote, gavilán, zorrillo, tecolote, golondrina, colibrí, ardilla y pájaro carpintero. En cuanto a la flora está compuesta por árboles frutales de manzana, pera, granadilla, melocotón y durazno, árboles maderables como pino, encino, ciprés, cerezo y otras especies de árboles. Las plantas ornamentales más comunes son las pascuas, cartuchos y hortensias, además de plantas medicinales, entre otras.

### Clima
Según el Instituto Nacional de Sismología, Vulcanología, Meteorología e Hidrología de Guatemala el clima de Chichicastenango, es variable y predominan las estaciones seca y lluviosa, la temperatura oscila entre 21.8 - 9.7 °C, en época de noviembre, diciembre y enero, la temperatura baja hasta 4 °C, por lo que predomina el clima frío. La precipitación pluvial anual es de 1386,4 mm, la mayor carga de esta se presenta en los meses de mayo, junio, julio y agosto. La humedad relativa promedio anual es de 75 %.
La cabecera municipal de Chichicastenango tiene clima templado (Clasificación de Köppen: Cwb).
| Parámetros climáticos promedio de Chichicastenango | Parámetros climáticos promedio de Chichicastenango | Parámetros climáticos promedio de Chichicastenango | Parámetros climáticos promedio de Chichicastenango | Parámetros climáticos promedio de Chichicastenango | Parámetros climáticos promedio de Chichicastenango | Parámetros climáticos promedio de Chichicastenango | Parámetros climáticos promedio de Chichicastenango | Parámetros climáticos promedio de Chichicastenango | Parámetros climáticos promedio de Chichicastenango | Parámetros climáticos promedio de Chichicastenango | Parámetros climáticos promedio de Chichicastenango | Parámetros climáticos promedio de Chichicastenango | Parámetros climáticos promedio de Chichicastenango |
| Mes                                                | Ene.                                               | Feb.                                               | Mar.                                               | Abr.                                               | May.                                               | Jun.                                               | Jul.                                               | Ago.                                               | Sep.                                               | Oct.                                               | Nov.                                               | Dic.                                               | Anual                                              |
| -------------------------------------------------- | -------------------------------------------------- | -------------------------------------------------- | -------------------------------------------------- | -------------------------------------------------- | -------------------------------------------------- | -------------------------------------------------- | -------------------------------------------------- | -------------------------------------------------- | -------------------------------------------------- | -------------------------------------------------- | -------------------------------------------------- | -------------------------------------------------- | -------------------------------------------------- |
| Temp. máx. media (°C)                              | 20.5                                               | 21.7                                               | 23.0                                               | 24.0                                               | 23.6                                               | 22.1                                               | 22.0                                               | 22.7                                               | 22.2                                               | 21.8                                               | 21.4                                               | 20.8                                               | 22.2                                               |
| Temp. media (°C)                                   | 14.5                                               | 15.1                                               | 16.4                                               | 17.7                                               | 18.2                                               | 17.6                                               | 17.2                                               | 17.1                                               | 17.1                                               | 16.8                                               | 15.6                                               | 14.8                                               | 16.5                                               |
| Temp. mín. media (°C)                              | 8.6                                                | 8.6                                                | 9.8                                                | 11.4                                               | 12.9                                               | 13.1                                               | 12.4                                               | 11.6                                               | 12.0                                               | 11.8                                               | 9.8                                                | 8.8                                                | 10.9                                               |
| Precipitación total (mm)                           | 1                                                  | 2                                                  | 7                                                  | 24                                                 | 74                                                 | 243                                                | 187                                                | 178                                                | 223                                                | 122                                                | 33                                                 | 1                                                  | 1095                                               |
| Fuente: Climate-Data.org                           |                                                    |                                                    |                                                    |                                                    |                                                    |                                                    |                                                    |                                                    |                                                    |                                                    |                                                    |                                                    |                                                    |

### Ubicación geográfica
Chichicastenango se encuentra en la parte sur del departamento de Quiché a una altitud de 1965 metros con elevaciones de 1500 a 2400 metros. La extensión territorial del municipio es de 400 km² en donde aproximadamente viven 150 000 habitantes en 2021 de acuerdo a proyecciones basadas en el censo de 2018.
| | Norte: Santa Cruz del Quiché, Chiché, Chinique, municipios del departamento de El Quiché                             | |
| Oeste: Patzité, municipio del departamento del Quiché Totonicapán, municipio del departamento de Totonicapán | | Este: Tecpán, municipio del departamento de Chimaltenango Joyabaj, municipio del departamento de El Quiché |
| | Sur: Tecpán, municipio del departamento de Chimaltenango Concepción y Sololá, municipios del departamento de (Sololá | |

## Gobierno municipal
Los municipios se encuentran regulados en diversas leyes de la República, que establecen su forma de organización, lo relativo a la conformación de sus órganos administrativos y los tributos destinados para los mismos.  Aunque se trata de entidades autónomas, se encuentran sujetos a la legislación nacional y las principales leyes que los rigen desde 1985 son:
| N.º | Ley                                                | Descripción |
| --- | -------------------------------------------------- | --- |
| 1   | Constitución Política de la República de Guatemala | Tiene una regulación legal específica para los municipios en los artículos 253 al 262. |
| 2   | Ley Electoral y de Partidos Políticos              | Ley de carácter constitucional aplicable a los municipios en el tema de la conformación de sus autoridades electas. |
| 3   | Código Municipal                                   | Decreto 12-2002 del Congreso de la República de Guatemala. Tiene la categoría de ley ordinaria y contiene preceptos generales aplicables a todos los municipios, e inclusive contiene legislación referente a la creación de los municipios.             |
| 4   | Ley de Servicio Municipal                          | Decreto 1-87 del Congreso de la República de Guatemala. Regula las relaciones entra la municipalidad y los servidores públicos en materia laboral. Tiene su base constitucional en el artículo 262 de la constitución que ordena la emisión de la misma. |
| 5   | Ley General de Descentralización                   | Decreto 14-2002 del Congreso de la República de Guatemala. Regula el deber constitucional del Estado, y por ende del municipio, de promover y aplicar la descentralización y desconcentración económica y administrativa.                                |

El gobierno de los municipios está a cargo de un Concejo Municipal mientras que el código municipal —ley ordinaria que contiene disposiciones que se aplican a todos los municipios— establece que «el concejo municipal es el órgano colegiado superior de deliberación y de decisión de los asuntos municipales […] y tiene su sede en la circunscripción de la cabecera municipal»; el artículo 33 del mencionado código establece que «[le] corresponde con exclusividad al concejo municipal el ejercicio del gobierno del municipio».
El concejo municipal se integra con el alcalde, los síndicos y concejales, electos directamente por sufragio universal y secreto para un período de cuatro años, pudiendo ser reelectos.
Existen también las Alcaldías Auxiliares, los Comités Comunitarios de Desarrollo (COCODE), el Comité Municipal del Desarrollo (COMUDE), las asociaciones culturales y las comisiones de trabajo. Los alcaldes auxiliares son elegidos por las comunidades de acuerdo a sus principios y tradiciones, y se reúnen con el alcalde municipal el primer domingo de cada mes, mientras que los Comités Comunitarios de Desarrollo y el Comité Municipal de Desarrollo organizan y facilitan la participación de las comunidades priorizando necesidades y problemas.
Los alcaldes que ha habido en el municipio son:
- 2012-2016: Sebastián Xon Cortez[15]

## Historia

### Época precolombina
De acuerdo con el Memorial de Sololá, o Anales de los cakchiqueles, el territorio que ocupa actualmente el municipio de Chichicastenango sirvió de asiento a la corte cakchiquel, con el nombre de Chiavar (en idioma cakchiquel), Chuvilá (según el Popol vuj) o Chugullá (‘sobre los chichicastes’ o ‘lugar de ortigas’).
Los cakchiqueles, según la citada crónica, viajaron desde Tulán juntamente con los quichés y se establecieron en lo que ahora es el departamento del Quiché, donde convivieron como pueblos aliados hasta alrededor de 1450.
Durante el reinado del poderoso Quikab o K'iq'ab' (1425-1475), se produjeron dos conflictos entre los quichés y los cakchiqueles. Luego del último conflicto, el rey Quikab ordenó a los cakchiqueles que desalojaran Chiavar y que se trasladaran a Iximche. Después de la muerte de Quijab, los quichés y los cakchiqueles libraron guerras sangrientas, las que facilitaron el camino de los conquistadores españoles.
Al salir los cakchiqueles, el territorio de Chiavar o Chigüilá fue ocupado por varios calpules numá quiché, entre ellos, el de Uwilá, que se cree estuvo asentado en lo que hoy es la cabecera municipal, pues incluso muchas personas conocen el nombre de Uwillá. A la llegada de los españoles al territorio quiché, los calpules que ocupaban Chichicastenango acudieron a la defensa de Gumarcaah y padecieron igualmente la derrota.
En 1544, el rey Carlos I de España otorgó privilegios a varios caciques indígenas por su colaboración en la conquista de la provincia de Verapaz (Tezulutlán).

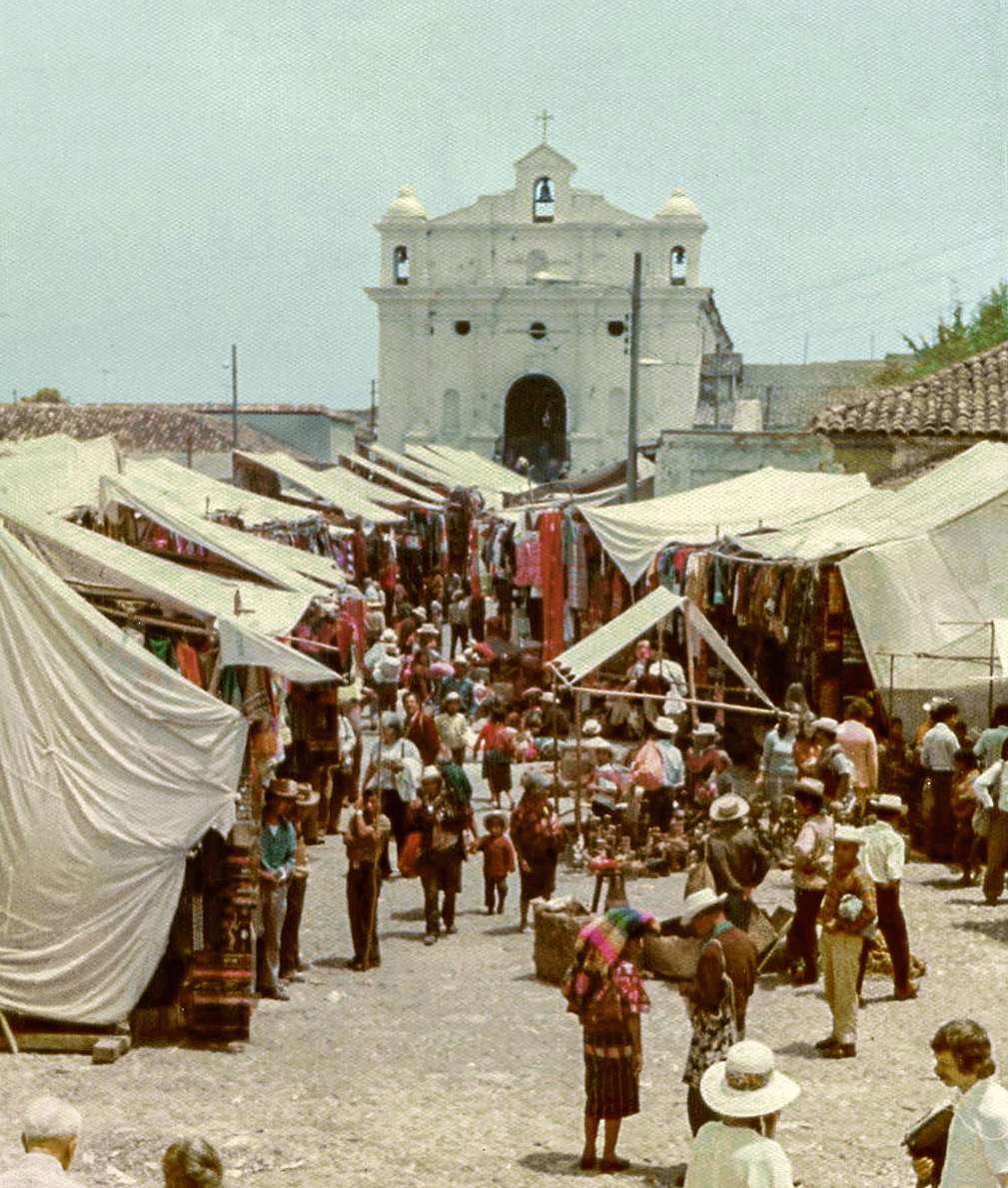
El mercado y la iglesia Santo Tomás de Chichicastenango en Semana Santa (1975).

El padre Fray Francisco Ximénez relata sobre los padecimientos de los naturales a causa de los trabajos forzados a que fueron sometidos desde la llegada de los españoles. Señalando que se dieron privilegios a los caciques de diferentes poblados, entre ellos al cacique "Miguel" de Chichicastenango, quien ayudó en la guerra con Tezulutlán, y contra los lacandones, privilegios expendidos en 1544, en que su majestad les prometió que no serían encomendados, concediéndoles escudos de armas y librarlos de ser percheros y tributarios a estos y a sus descendientes.

### Doctrina de los dominicos

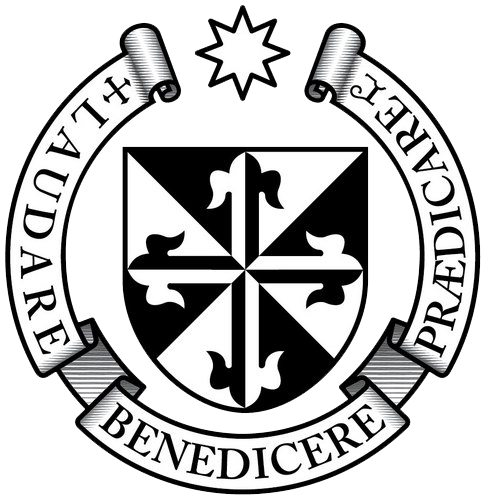
Escudo de la Orden de Predicadores.

La Corona española se enfocó en la catequización de los indígenas; las congregaciones fundadas por los misioneros reales en el Nuevo Mundo fueron llamadas «doctrinas de indios» o simplemente «doctrinas». Originalmente, los frailes tenían únicamente una misión temporal: enseñarle la fe católica a los indígenas, para luego dar paso a parroquias seculares como las establecidas en España; con este fin, los frailes debían haber enseñado los evangelios y el idioma español a los nativos. Ya cuando los indígenas estuvieran catequizados y hablaran español, podrían empezar a vivir en parroquias y a contribuir con el diezmo, como hacían los peninsulares.
Pero este plan nunca se llevó a cabo, principalmente porque la corona perdió el control de las órdenes regulares tan pronto como los miembros de éstas se embarcaron para América. Por otra parte, protegidos por sus privilegios apostólicos para ayudar a la conversión de los indígenas, los misionares solamente atendieron a la autoridad de sus priores y provinciales, y no a la de las autoridades españolas ni a las de los obispos. Los provinciales de las órdenes, a su vez, únicamente rendían cuentas a los líderes de su orden y no a la corona; una vez habían establecido una doctrina, protegían sus intereses en ella, incluso en contra de los intereses del rey y de esta forma las doctrinas pasaron a ser pueblos de indios que se quedaron establecidos para todo el resto de la colonia.
Las doctrinas fueron fundadas a discreción de los frailes, ya que tenían libertad completa para establecer comunidades para catequizar a los indígenas, con la esperanza de que estas pasaran con el tiempo a la jurisdicción de una parroquia secular a la que se le pagaría el diezmo; en realidad, lo que ocurrió fue que las doctrinas crecieron sin control y nunca pasaron al control de parroquias. La administración colectiva por parte del grupo de frailes eran la característica más importante de las doctrinas ya que garantizaba la continuación del sistema de la comunidad en caso falleciese uno de los dirigentes.
En 1638, los dominicos separaron a sus grandes doctrinas —que les representaban considerables ingresos económicos— en grupos centrados en sus seis conventos:  Los conventos estaban en: la ciudad de Santiago de los Caballeros de Guatemala, Amatitlán, Verapaz, Sonsonate, San Salvador y Sacapulas. Específicamente en Sacapulas, la doctrina abarcaba los poblados de Sacapulas, Cunén, Nebaj, Santa Cruz del Quiché, San Andrés Sajcabajá, Zacualpa y Chichicastenango.
Fuentes y Guzmán anotó en la Recordación Florida que Santo Tomás Chichicastenango pertenecía al corregimiento de Tecpán Atitlán y estaba a cargo de la vicerrectoría de Santa Cruz del Quiché. Describiendo que su población era numerosa y activa, la mayoría de viviendas estaban construidas a base de teja y bien adornadas. Sus vecinos no padecían miseria por sus cultivos, dedicándose además a al elaboración de tejidos y el comercio, su población era de 1596 habitantes aproximadamente.
Entre los años 1701 y 1703, fray Francisco de Ximénez ocupó el cargo de párroco de Santo Tomás Chulá (como se le conocía en esa época) tiempo durante el cual descubrió en el convento el manuscrito del Popol vuj, que supuestamente fue escrito por el indígena Diego Reynoso en 1550.

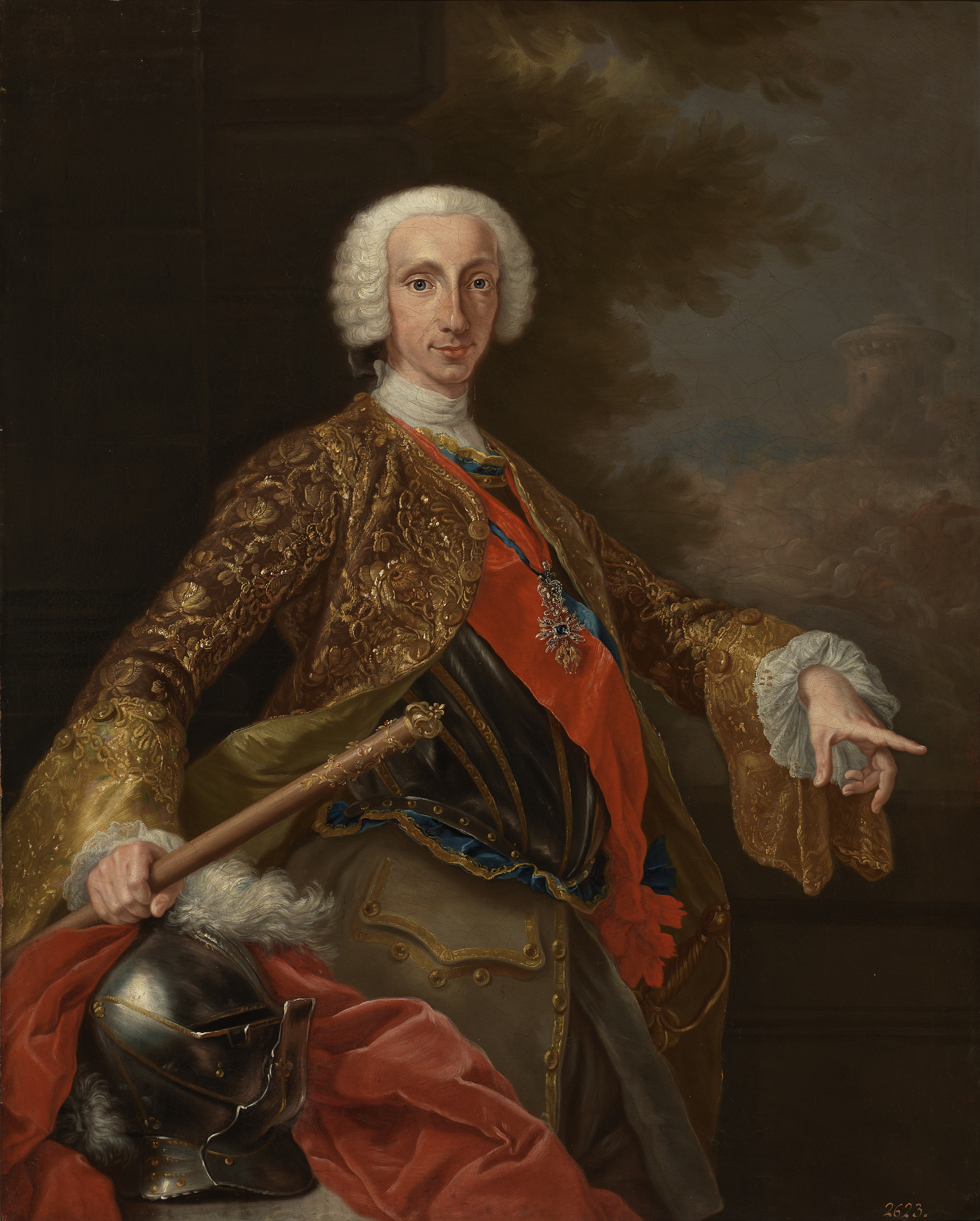
Rey Carlos III de España, promotor de las reformas borbónicas.

En 1754, en virtud de una Real Cédula parte de las Reformas Borbónicas, todos los curatos de las órdenes regulares fueron traspasados al clero secular.  En 1765 se publicaron las reformas borbónicas de la Corona española, que pretendían recuperar el poder real sobre las colonias y aumentar la recaudación fiscal. Con estas reformas se crearon los estancos para controlar la producción de las bebidas embriagantes, el tabaco, la pólvora, los naipes y el patio de gallos. La real hacienda subastaba el estanco anualmente y un particular lo compraba, convirtiéndose así en el dueño del monopolio de cierto producto. Ese mismo año se crearon cuatro subdelegaciones de la Real Hacienda en San Salvador, Ciudad Real, Comayagua y León y la estructura político administrativa de la Capitanía General de Guatemala cambió a quince provincias:
Además de esta redistribución administrativa, la Corona española estableció una política tendiente a disminuir el poder de la Iglesia católica, el cual hasta ese momento era prácticamente absoluto sobre los vasallos españoles. Esta política de disminución de poder de la iglesia se basaba en la Ilustración

### Tras la Independencia de Centroamérica
En 1825, Santo Tomás Chichicastenango pasó a formar parte del departamento de Suchitepéquez-Sololá, pero en 1836 el territorio guatemalteco se dividió en distritos para la administración de justicia y Chichicastenango aparece como pueblo de Quiché, perteneciendo este último al distrito de Sololá.

### Expulsión de los dominicos
Los criollos liberales quisieron eliminar el poder del clero regular y de los conservadores guatemaltecos; así, en 1829, tras el derrocamiento del gobernador conservador Mariano de Aycinena y Piñol y la derrota del Clan Aycinena en la guerra civil centroamericana, tanto los conservadores como las órdenes regulares de la Iglesia Católica —entre ellas la Orden de Predicadores— fueron expulsados de Centroamérica.

### El efímero Estado de Los Altos

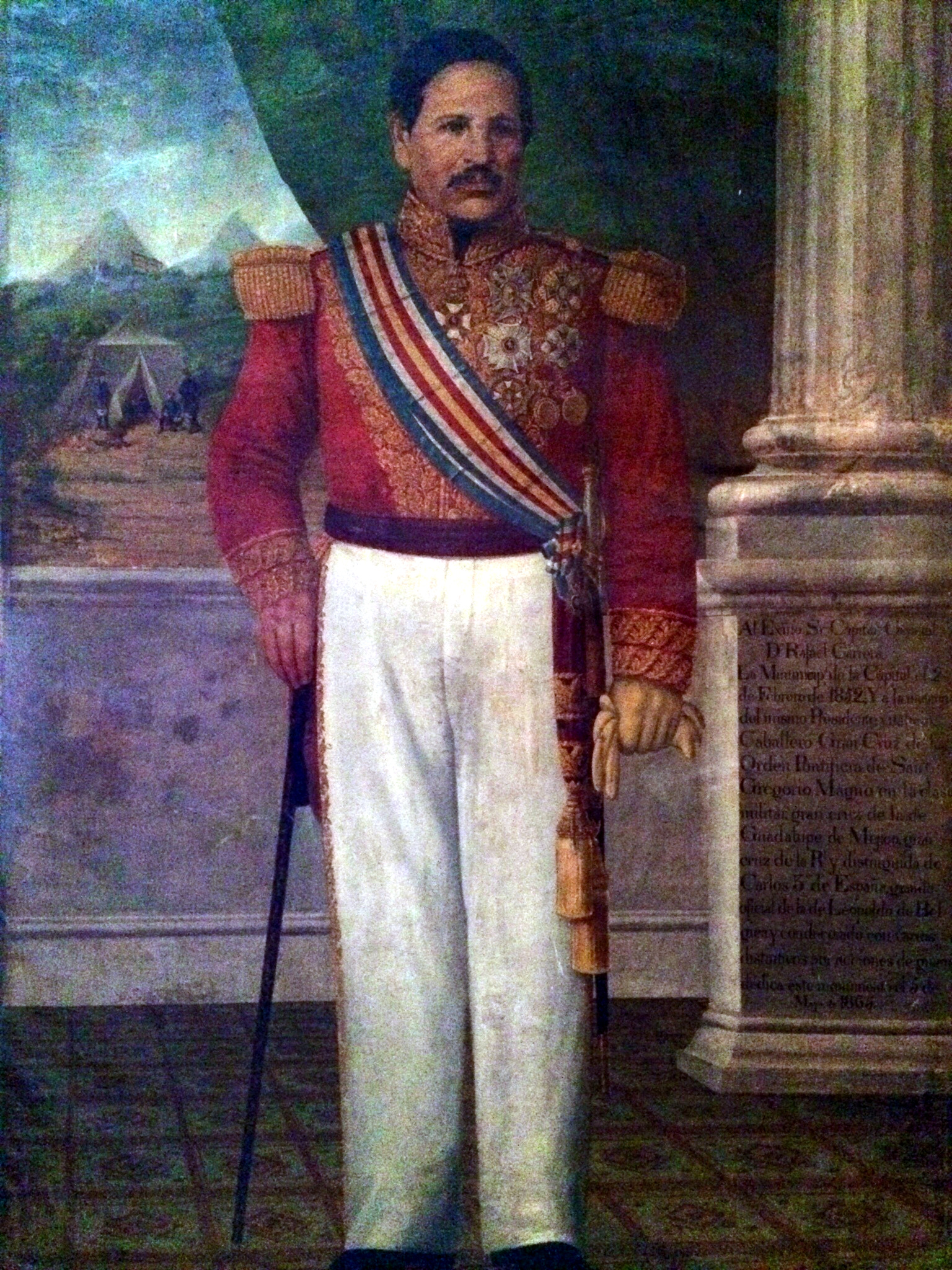
Retrato oficial del capitán general Rafael Carrera con la banda presidencial con los colores de la bandera de Guatemala instituida en 1858. En 1840 retomó por la fuerza el Estado de los Altos al que pertenecía Chichicastenango y derrotó al presidente de la República Federal de Centro América, el general hondureño Francisco Morazán.

A partir del 3 de abril de 1838, Chichicastenango fue parte de la región que formó el efímero Estado de Los Altos, el cual fue autorizado por el Congreso de la República Federal de Centro América el 25 de diciembre de ese añoforzando a que el Estado de Guatemala se reorganizara en siete departamentos y dos distritos independientes el 12 de septiembre de 1839:
- Departamentos: Chimaltenango, Chiquimula, Escuintla, Guatemala, Mita, Sacatepéquez, y Verapaz
- Distritos: Izabal y Petén[33]

Las revueltas indígenas en el Estado de Los Altos fueron constantes y alcanzaron su punto crítico el 1.º de octubre de 1839, en Santa Catarina Ixtahuacán, Sololá, cuando tropas altenses reprimieron una sublevación y mataron a cuarenta vecinos. Encolerizados, los indígenas acudieron al caudillo conservador Rafael Carrera, en busca de protección. Por otra parte, en octubre de 1839 la tensión comercial entre Guatemala y Los Altos dio paso a movimientos militares; hubo rumores de que el general Agustín Guzmán -militar mexicano que estaba al mando de las Fuerzas Armadas de Los Altos- estaba organizando un ejército en Sololá con la intención de invadir Guatemala, lo que puso a ésta en máxima alerta.
Tras algunas escaramuzas, los ejércitos se enfrentaron en Sololá el 25 de enero de 1840; Carrera venció a las fuerzas del general Agustín Guzmán e incluso apresó a éste mientras que el general Doroteo Monterrosa venció a las fuerzas altenses del coronel Antonio Corzo el 28 de enero.  El gobierno quetzalteco colapsó entonces, pues aparte de las derrotas militares, los poblados indígenas -incluyendo a los de Totonicapán- abrazaron la causa conservadora de inmediato; al entrar a Quetzaltenango al frente de dos mil hombres, Carrera fue recibido por una gran multitud que lo saludaba como su «libertador».
Carrera impuso un régimen duro y hostil para los liberales altenses, pero bondadoso para los indígenas de la región —derogando el impuesto personal que les habían impuesto los liberales— y para los eclesiásticos restituyendo los privilegios de la religión católica. El 26 de febrero de 1840 el gobierno de Guatemala colocó a Los Altos bajo su autoridad y el 13 de agosto nombró al corregidor de la región, el cual servía también como comandante general del ejército y superintendente.
El 7 de septiembre de 1858, por acuerdo gubernativo, se concedieron 23 caballerías de la parte sur a los habitantes de Sololá.

### Tras la Reforma Liberal
Luego de la Reforma Liberal de 1871, el presidente de facto provisiorio Miguel García Granados dispuso crear el departamento de Quiché para mejorar la administración territorial de la República dada la enorme extensión del territorio de Totonicapán y de Sololá. De esta cuenta, el 12 de agosto de 1872 Chichicastenango pasó a formar parte del nuevo departamento de Quiché, junto con la nueva cabecera Santa Cruz del Quiché y Patzité, Lemoa, Joyabaj, Chinic, Chiché, San Pedro Jocopilas, San Andrés Joyabajá, Cunem, San Miguel Uspantán, Cotzal, Chujuyup, San Bartolo Jocotenango, Sacapulas, Nebaj, Chajul, Caniyá y Sacualpa.
El 10 de marzo de 1880 se emitió un acuerdo gubernativo en el cual se aprueba la compra por parte de los indígenas de Chichicastenago a los de Tecpán Guatemala, del lugar que hoy se conoce como Agua Blanca; así también el 12 de abril de 1883 se autorizó a los indígenas la compra de Panimaché, el cual pertenecía a los pobladores de Panajachel y San Jorge La Laguna .
El 13 de septiembre de 1948, mediante acuerdo gubernativo de esa fecha el pueblo de Santo Tomás Chichicastenango fue elevado a la categoría de villa y declarado como municipio del departamento de El Quiché.

## Cultura y religión

### Religión Maya y católica

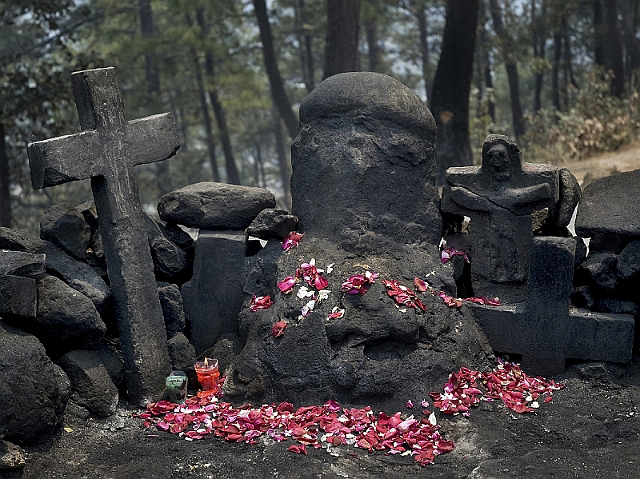
El dios de piedra Pascual Abaj, situado en su altar en la cima de la colina Turk'aj, a 1200 metros al sur del centro de Chichicastenango.

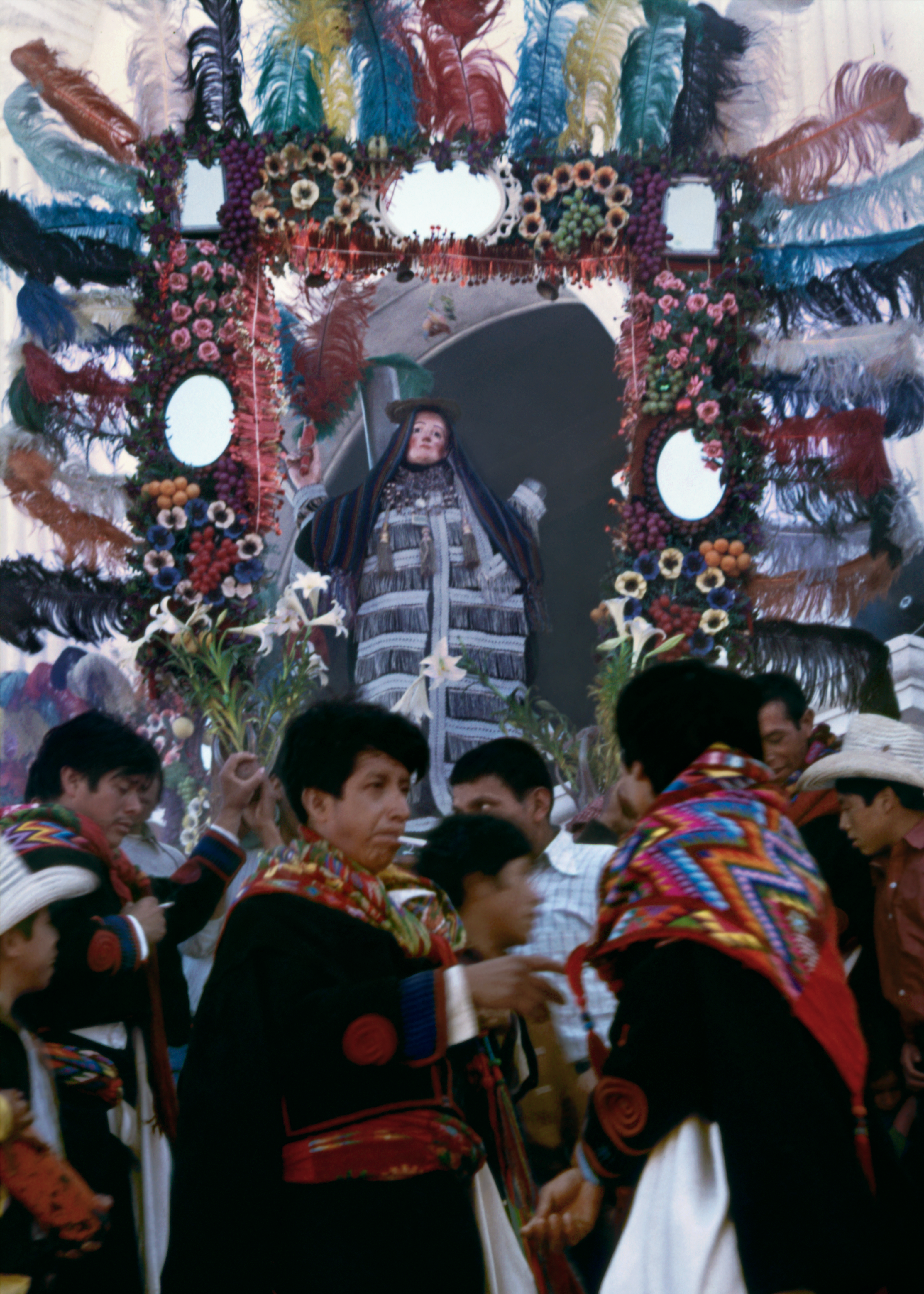
Cofradía indígena saliendo de la iglesia de Santo Tomás y llevando en procesión a su santo en las calles de Chichicastenango (14 de febrero de 1988).

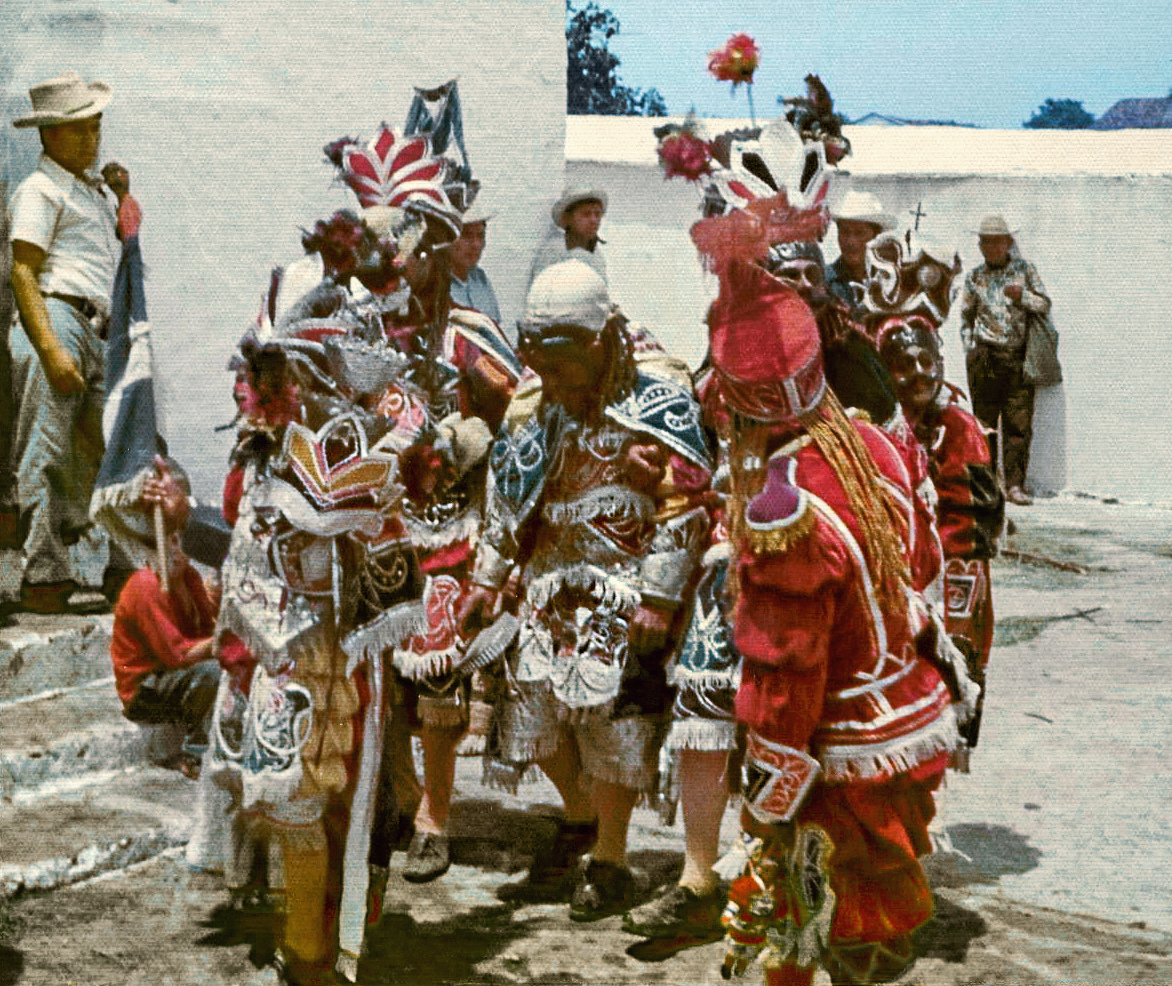
Antigua fotografía de la Semana Santa en Chichicastenango (1975).

Chichicastenango forma parte de las principales rutas turísticas del país, ya que en este lugar se pueden admirar las diferentes tradiciones y muestras culturales, la fe religiosa de los indígenas quichés y sus ceremonias en sitios especiales, donde se realizan ofrendas y peticiones invocando a Dios, Jesucristo, Santos de la Iglesia Católica, espíritus de los antepasados. Los sacerdotes mayas efectúan sus ceremonias basados en el calendario maya y guiados por la “Santa Vara” que consiste en 200 granos del árbol de pito o tzité.
En un principio durante la evangelización de los grupos indígenas la Iglesia y el Estado eran un solo poder. La Iglesia católica era una institución importante para la estructura social y en la vida individual. La Iglesia parroquial fue construida por primera vez a mediados del siglo XVI y posteriormente renovada y ampliada por los sacerdotes dominicos. El interior de la iglesia aún está dividido en varias partes y cada una de ellas se utiliza para realizar ofrendas a determinados Santos y espíritus. También se practican ceremonias en sitios donde se encuentran algunos ídolos de piedra, por ejemplo en el cerro Turk'aj, donde se encuentra el dios Pascual Abaj.
La unión de la Iglesia y el Estado que constituía un principio fundamental del gobierno quiché se logró a través de las cofradías. En comparación con las cofradías españolas donde la agrupación era voluntaria, las cofradías indígenas se instituyeron como un “trabajo de servicio”, el ser miembro está limitado, los oficios son llenados por nombramiento directo y existe una jerarquía de cargos. Las cofradías indígenas eran más bien un servicio obligatorio y de relación con el poder político. En Chichicastenango existen catorce cofradías, cada una de las cuales cuenta con la imagen de un santo que se guarda en un altar en el domicilio del mayordomo de más alta jerarquía, las personas involucradas son responsables de los cuidados que sean necesarios y de llevar al santo a la iglesia durante las fiestas. Incluso la casa donde es atendido el santo tiene una configuración especial ya que al considerársela un sitio ceremonial durante el año en que permanezca allí, debe contar con espacio suficiente para albergar a las personas que lleguen a venerarlo.
| Nombre de la cofradía   | Fecha de celebración              |
| ----------------------- | --------------------------------- |
| Padre Eterno            | 1 de enero                        |
| Santo Tomás             | 21 de diciembre                   |
| San José                | 19 de marzo                       |
| San Sebastián           | enero                             |
| El Sacramento           | Corpus Christi                    |
| Virgen del Rosario      | Primer domingo de octubre         |
| San Miguel              | 29 de septiembre y 1 de noviembre |
| La Santa Cruz           | 3 de mayo y 14 de septiembre      |
| Jesús Nazareno          | viernes de Cuaresma               |
| María Dolorosa          | viernes de Cuaresma               |
| Virgen de Concepción    | segundo domingo de octubre        |
| Virgen de la Coronación | 18 de agosto                      |
| San Pedro Mártir        | 29 de abril, 29 de junio          |
| San Jerónimo Doctor     | 30 de septiembre                  |

### Fiestas
Las fiestas en Chichicastenango son semejantes a otras fiestas que se celebran en Guatemala y Centroamérica ya que están caracterizadas por bailes, misas, procesiones, ceremonias en las cofradías y grandes mercados. No obstante los ritos preliminares, las implicaciones políticas y sociales constituyen un fenómeno en la población como lo fueron desde antes de la institucionalización de la Iglesia.
La fiesta principal en Chichicastenango se celebra cada 21 de diciembre durante el solsticio de invierno, en honor a Santo Tomás el Apóstol, pues fue en esta fecha que se celebró la primera misa en el lugar. Sin embargo ya que el calendario quiché está basado en acontecimientos astronómicos relacionados con el Sol, la fiesta probablemente pudo haber pertenecido en un principio a la adoración de alguna deidad maya.
Los bailes son presentados durante las fiestas más importantes, cada agrupación realiza sus propias ceremonias y ensayos acompañándose de música de marimba, además cada una debe sufragar sus propios gastos por lo que venden Chicha; desde tempranas horas se preparan y ejecutan la correspondientes danzas en las distintas cofradías o frente a la Iglesia Parroquial. Entre estos bailes podemos mencionar los siguientes: baile de los toritos, baile del venado, baile de la conquista, baile del moro, baile del palo volador, baile de la culebra, baile del maner y el baile del alb’al. Además durante el siglo XX por la celebración de la festividad a la Virgen de Concepción, Virgen de Guadalupe y Santo Tomás Apóstol comenzaron a organizarse los convites, como el Convite del 8 de diciembre que tiene más de 125 años de antigüedad y catalogado como patrimonio intangible de la nación; así como bailes regionales, conformados por personas que voluntariamente se presentan vestidas de disfraces que incorporan personajes de la actualidad y trajes típicos guatemaltecos, estas agrupaciones danzan por las calles del municipio.

### Religión evangélica
También existen iglesias evangélicas en la cabecera municipal y en las diferentes comunidades rurales, entre ellas: Iglesia Adventista del Séptimo Día, Iglesia Metodista, Iglesia Asamblea de Dios, Iglesia Evangelio Completo, Iglesia Príncipe de Paz, Iglesia Algo Nuevo.

## Economía
El municipio cuenta con varios tipos de producción siendo las más importantes la agropecuaria y la artesanal. Los principales cultivos son: maíz, frijol, trigo, frutas, especialmente manzanas y duraznos. Así como ganado lanar y caballar, vacuno. Entre la producción artesanal se elaboran telares con figuras y dibujos típicos y de estos bolsas, carteras, juguetes, hamacas, ropa; instrumentos musicales, máscaras y muebles de madera, canastas y sombreros de palma, productos de cuero como zapatos, bolsas, sombreros, joyería, candelas, cohetería. Estos artículos se venden en su famoso mercado el cual es organizado cada jueves y domingo y al que también llegan comerciantes de otras regiones y municipios cercanos.

## Turismo

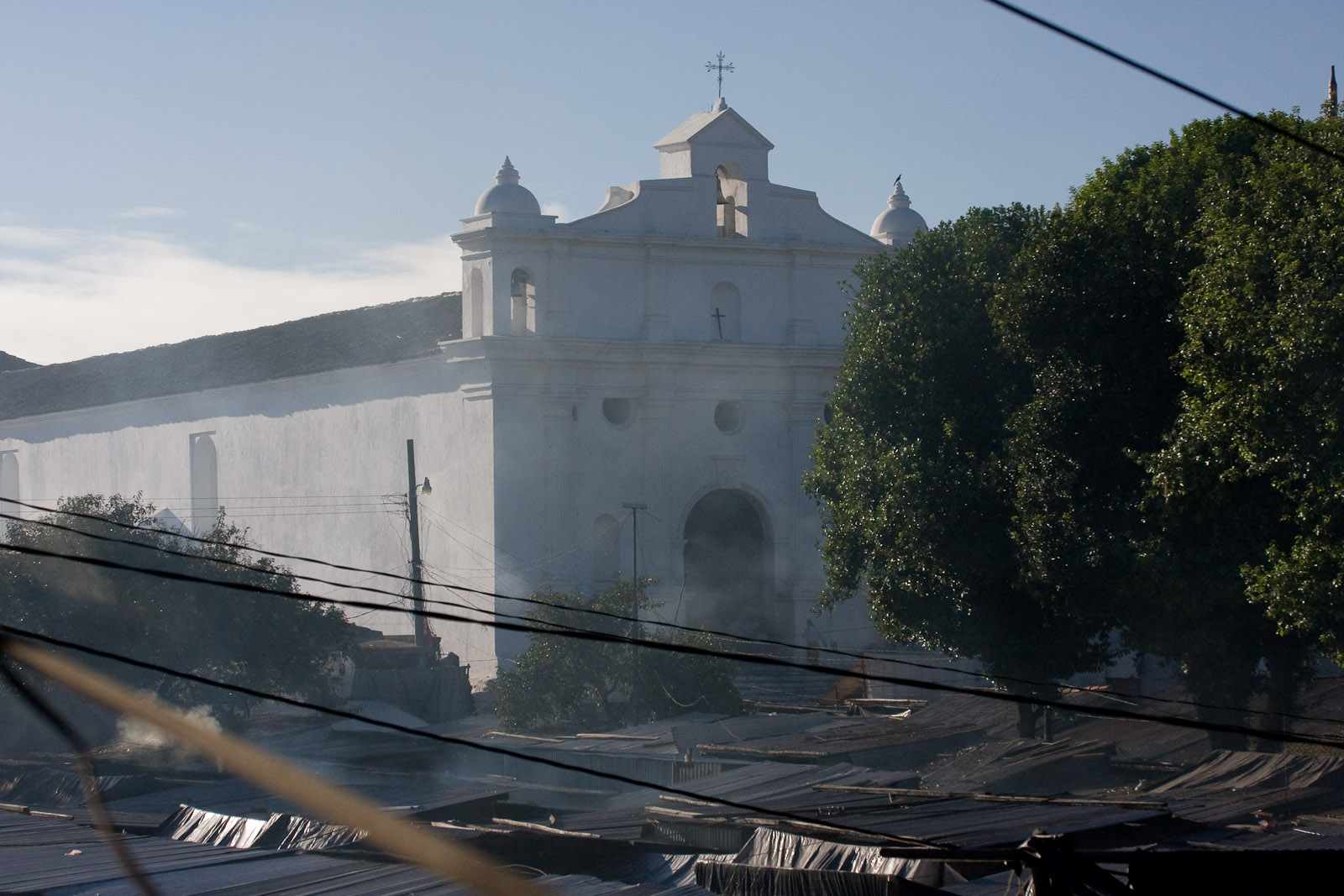
Mercado, al fondo la Iglesia de la Parroquia de Santo Tomás Chichicastenango.

Santo Tomas Chichicastenango es uno de los lugares turísticos de Guatemala debido a su mercado tradicional y a su templo católico, en donde no solamente se realizan cultos cristianos, sino también rituales de los nativos de la localidad.
En Chichicastenango se encuentra el Museo Regional de Chichicastenango, museo arqueológico de objetos maya de los períodos clásicos y preclásicos.

## Servicios
El municipio provee servicios públicos y privados como energía eléctrica, agua potable, escuelas, institutos de educación básica, oficina de correos, teléfono, centro de atención de salud permanente, pensiones, hoteles de diversas categorías, restaurantes, servicio de buses urbanos, Internet, bancos y cajeros automáticos.

## En el cine

### Las nuevas aventuras de Tarzán(1935)
En 1935, se filmó en Guatemala la película independiente estadounidense Las nuevas aventuras de Tarzán, parte de la cual se rodó en Chichicastenango. Los lugares en donde se filmó fueron:
- Chichicastenango: escenas de la aldea indígena en donde los exploradores se reúnen antes de salir hacia Río Dulce.  Se aprecia la iglesia y el puente de Gucumatz.[7]
- Antigua Guatemala: templo de la Diosa Verde
- Río Dulce
- Puerto Barrios: arribo de los exploradores y partida hacia Europa
- selva petenera: escenas de jungla
- Quiriguá: ciudad en ruinas en donde explican a los exploradores los orígenes de la cultura Maya.
- Ciudad de Guatemala: el entonces lujoso hotel Palace fue el escenario de las escenas del hotel del imaginario poblado de At Mantique[7]